# Joan Coloma i Chalmeta
Joan Coloma i Chalmeta (? ca.1886 - Barcelona, 12 d'agost de 1937) fou un militant socialista i cooperativista català. Fill del cooperativista Joan Coloma i de Micaela Chalmeta Amparo Martí, destacada feminista, socialista i cooperativista, fundadors de la cooperativa Economia Social d'Hostafrancs. També era germà d'Empar Coloma Chalmeta, candidata comunista a les eleccions municipals de Barcelona de 1934.
Des de 1931 fou secretari de relacions exteriors de la Unió Socialista de Catalunya, president de l'Associació de Funcionaris de la Generalitat de Catalunya, vinculada a la UGT, i dirigí la revista Acción Cooperativista des de 1920 fins a la seva mort. Durant la guerra civil espanyola fou cap del Servei de Cooperació Agrícola de la Conselleria d'Agricultura de la Generalitat de Catalunya. Mor a l'edat de 51 anys a Barcelona.